# Melanie Heep
Melanie Heep (* 24. Januar 1994 in Solingen) ist eine deutsche Fußballspielerin, die für die Regionalligamannschaft des VfL Bochum spielt.

## Karriere

### Vereine
Melanie Heep begann ihre fußballerische Karriere beim Solinger Sportclub 95/98 und kam über den Sportring Höhscheid im Jahr 2005 zum FCR 2001 Duisburg. 2009 erreichte sie mit den B-Juniorinnen des FCR das Finale um die deutsche Meisterschaft, scheiterte dort jedoch gegen Turbine Potsdam im Elfmeterschießen. Zur Saison 2010/11 wechselte Heep zum Bundesligisten Bayer 04 Leverkusen. Dort war die Mittelfeldspielerin zunächst für die B-Juniorinnen aktiv und gehört seit der Spielzeit 2011/12 dem Bundesligakader der Leverkusenerinnen an. Am 21. August 2011 kam sie in der Partie gegen Bayern München zu ihrem Bundesligadebüt, als sie in der 75. Minute für Lisa Schwab eingewechselt wurde. Nach sieben weiteren Erstligaeinsätzen verließ sie Leverkusen mit Ende der Saison 2012/13 und schloss sich nach einer einjährigen Fußballpause zur Saison 2014/15 dem Zweitligisten VfL Bochum an. Durch Zwangsabstieg seit der Saison 2015/16 spielt sie in der Regionalliga West, aber weiterhin für den VfL Bochum.

### Nationalmannschaft
Heep absolvierte am 15. April 2009 beim 5:0-Erfolg gegen die Niederlande ihr erstes Spiel für die U-15-Nationalmannschaft, für die sie in insgesamt fünf Partien zum Einsatz kam und dabei zwei Tore erzielte. 2010 kam sie zu vier Einsätzen für die U-16-Nationalmannschaft und gab zudem ihr Debüt in der U-17-Nationalmannschaft, für die sie zwei Spiele absolvierte.

## Erfolge
- Deutsche Fußballmeisterschaft der B-Juniorinnen: Vizemeister 2009